# Чемпіонат Європи з боротьби 2004
2004 року чемпіонат Європи з греко-римської боротьби серед чоловіків і чемпіонат Європи з вільної боротьби серед жінок проходив від 8 до 11 квітня в Хапаранді (Швеція), а чемпіонат Європи з вільної боротьби серед чоловіків — від 23 до 25 квітня в Анкарі (Туреччина).

## Медалісти

### Греко-римська боротьба (чоловіки)
| Вага      | Золото            | Срібло            | Бронза           |
| до 55 кг  | Байрам Оздемір    | Артем Кюрегян     | Петр Швегла      |
| до 60 кг  | Ваган Джугарян    | Давор Штефанек    | Іван Александров |
| до 66 кг  | Армен Варданян    | Віталій Жук       | Арі Хяркянен     |
| до 74 кг  | Михайло Іванченко | Василь Рачиба     | Олег Михалович   |
| до 84 кг  | Назмі Авлуджа     | Дімітріос Авраміс | Бардоші Шандор   |
| до 96 кг  | Мартін Лідберг    | Сергій Лиштван    | Марек Швець      |
| до 120 кг | Юрій Патрикеєв    | Костянтин Стрижак | Сергій Мурейко   |

### Вільна боротьба (чоловіки)
| Вага      | Золото             | Срібло                  | Бронза              |
| до 55 кг  | Мартін Берберян    | Адам Батиров            | Іван Джорев         |
| до 60 кг  | Тевфік Одабаші     | Алан Дудаєв             | Василь Федоришин    |
| до 66 кг  | Махач Муртазалієв  | Ельбрус Тедеєв          | Емер Чубукчу        |
| до 74 кг  | Руслан Кокаєв      | Мурад Гайдаров          | Емзаріос Бентінідіс |
| до 84 кг  | Гехан Явашер       | Реваз Міндорашвілі      | Лазарос Лоїзідіс    |
| до 96 кг  | Хаджимурат Гацалов | Вадим Тасоєв            | Рустам Агаєв        |
| до 120 кг | Айдин Полатчі      | Курмагомед Курмагомедов | Сергій Прядун       |

### Вільна боротьба (жінки)
| Вага     | Золото               | Срібло           | Бронза              |
| до 48 кг | Ірина Мельник        | Брігітт Вагнер   | Мирсіні Колоні      |
| до 51 кг | Інеса Ребар          | Іда Геллстрем    | Альона Карейча      |
| до 55 кг | Іда-Тереза Нерелл    | Тетяна Лазарєва  | Наталія Карамчакова |
| до 59 кг | Гелена Алланді       | Сабріна Еспозіто | Любов Волосова      |
| до 63 кг | Альона Карташова     | Штефані Гросс    | Сара Ерікссон       |
| до 67 кг | Катерина Бурмістрова | Ліз Гольо-Легран | Світлана Мартиненко |
| до 72 кг | Гюзель Манюрова      | Світлана Саєнко  | Анна Вавжицька      |

## Розподіл нагород
| Місце  | Країна               | Золото | Срібло | Бронза | Загалом |
| ------ | -------------------- | ------ | ------ | ------ | ------- |
| 1      | Росія                | 7      | 3      | 3      | 13      |
| 2      | Туреччина            | 5      | 0      | 1      | 6       |
| 3      | Україна              | 4      | 6      | 2      | 12      |
| 4      | Швеція               | 3      | 1      | 1      | 5       |
| 5      | Вірменія             | 2      | 0      | 0      | 2       |
| 6      | Білорусь             | 0      | 3      | 2      | 5       |
| 7      | Греція               | 0      | 2      | 3      | 5       |
| 8      | Німеччина            | 0      | 2      | 0      | 2       |
| 9      | Франція              | 0      | 1      | 0      | 1       |
| 9      | Грузія               | 0      | 1      | 0      | 1       |
| 9      | Італія               | 0      | 1      | 0      | 1       |
| 9      | Сербія та Чорногорія | 0      | 1      | 0      | 1       |
| 13     | Болгарія             | 0      | 0      | 2      | 2       |
| 13     | Чехія                | 0      | 0      | 2      | 2       |
| 15     | Азербайджан          | 0      | 0      | 1      | 1       |
| 15     | Фінляндія            | 0      | 0      | 1      | 1       |
| 15     | Угорщина             | 0      | 0      | 1      | 1       |
| 15     | Ізраїль              | 0      | 0      | 1      | 1       |
| 15     | Польща               | 0      | 0      | 1      | 1       |
| Всього | Всього               | 21     | 21     | 21     | 63      |